# بياض زغبي

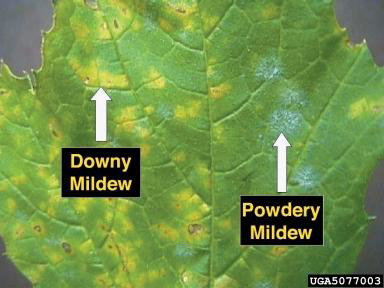
البياض الزغبي

مرض البياض الزغبي أو فطر العفونة (بالإنجليزية: downy mildew)‏ من أنواع الأمراض الفطرية.
يصيب مرض البياض الزغبي عددا كبيرا من النباتات تشمل الخضراوات وأشجار الفاكهة ونباتات الزينة.
أماكن الإصابة:
تظهر الإصابة غالبا على الأوراق والثمار.

## وصف المرض
تتميز أمراض البياض الزغبي بان الأعراض تبدأ على شكل بقع بيضاء لامعة على السطح العلوي للأوراق تتحول تدريجيا إلى اللون البني والبقع ذات أشكال وحجوم مختلفة ومحدودة غالبا بين عروق الورقة، يقابل البقع على السطح السفلي نمو زغبي أبيض اللون أو رمادي وعند اشتداد الإصابة تمتد البقع وتتحد مع بعضها فتصغر الأوراق وتجف وتسقط ويموت النبات في حالة الإصابة الشديدة وعند إصابة الثمار الصغيرة كما في ثمار العنب يتوقف نموها وتجف، وفي حالة إصابة الثمار وهي على وشك النضج تصبح ضامرة صغيرة الحجم قليلة العصير وذات لون بني.
الظروف المناسبة للمرض
يتطور مرض البياض الزغبي في جو تسوده درجات حرارة منخفضة ورطوبة عالية

## أنواع البياض الزغبي
من أنواع البياض الزغبي البياض الزغبي على الخيار والبصل والعنب والخس والبطاطس.

## الوقاية والمكافحة
1. جمع المخلفات النباتية المصابة وحرقها
2. زراعة اصناف مقاومpopo
3. رش النباتات المصابة بالمبيدات الفطرية (كاستخدام المركبات النحاسية)